# Wilhelm Mattersdorff
Wilhelm Mattersdorff (* 29. Mai 1872 in Breslau; † 10. April 1946) war ein deutscher Ingenieur und Direktor der Hamburger Hochbahn AG.

## Leben
Mattersdorff, Sohn des Bankiers Max Mattersdorff, besuchte das Maria-Magdalenen-Gymnasium seiner Heimatstadt Breslau und studierte an der Technischen Hochschule in Berlin-Charlottenburg Maschinenbau und Elektrotechnik. Nach der Promotion zum Dr.-Ing. wurde er Regierungsbauführer bei der preußischen Eisenbahnverwaltung, später Vorstand der Bahnabteilung der AEG und schließlich Betriebsleiter und Prokurist der Hamburger Hochbahn AG. 1918 wurde er dort Direktor und ordentliches Vorstandsmitglied.
Mattersdorff war seit 1919 Vorsitzender des "Elektroausschusses" des Verbandes Deutscher Verkehrsverwaltungen und seit 1921 Vorsitzender der Kommission für Bahnen des Verbandes Deutscher Elektrotechniker.

## Werke
- Die Bahnmotoren für Gleichstrom (mit Maximilian Müller)